# Ираки ервејз
Ираки ервејз компани (арап. الخطوط الجوية العراقية) или Ираки ервејз је Ирачка национална авио-компанија, са седиштем на међународном аеродрому у Багдаду. Једна је од најстаријих авио-компанија на Блиском истоку. Чвориште авио-компаније налази се на аеродрому Багдад.
Ираки ервејз је чланица савеза под именом Организација арапских авио-компанија.